# 聖心女子大学 (ペルー)
聖心女子大学 (せいしんじょしだいがく、スペイン語: Universidad Femenina del Sagrado Corazón、英語: Female University of the Sacred Heart)は、ペルーの首都リマ市ラ・モリーナ区にある私立の女子大学で、略称はウニフェー(UNIFÉ)である。 
世界的なカトリックの女子修道会である聖心会を通じて世界に多くの姉妹校を持ち、日本の聖心女子大学もその一つである。
カトリックが支持母体の大学だが、入学の条件にカトリックの信者であるという必要はない。大学院も併設されている。

## 学部
- 建築学部
  - 建築学科
- 法学部
  - 法学科
- 教育科学部
  - 特別教育学科
  - 幼児教育学科
  - 初等教育学科
  - 英語初等教育学科
- システム・栄養・経営学部
  - 国際ビジネス経営学科
  - 会計財務学科
  - システムエンジニア学科
  - 栄養学科
- 人間心理学部
  - 人間心理学科
- 翻訳通訳コミュニケーション科学部
  - 翻訳通訳学科
  - コミュニケーション科学科